# 骆兴站
骆兴站是浙江省宁波市建设中的一座地下城市轨道交通车站，为宁波轨道交通7号线和10号线换乘站，未来10号线可在本站与12号线贯通运营。7号线、10号线车站均计划于2026年启用。

## 车站形制
骆兴站位于镇海区九龙大道、镇海大道路口。7号线车站为地下二层岛式车站，沿镇海大道东西向布置，车站主体结构长194米，宽20.8米，总建筑面积14915平方米。10号线车站为地下三层岛式车站，沿九龙大道南北向布置，长307.8米，宽22.5米，建筑面积18527平方米。两线构成T型节点换乘。此外10号线规划在本站与12号线贯通运营。

## 出口
骆兴站规划设置6个出口。